# Barbion à moustaches
Pogoniulus leucomystax
Espèce
Statut de conservation UICN

 LC  : Préoccupation mineure
Le Barbion à moustaches (Pogoniulus leucomystax) est une espèce d'oiseaux de la famille des Lybiidae. Selon Alan P. Peterson, c'est une espèce monotypique.
Son aire s'étend sur l'Ouganda, le Kenya, la Tanzanie, le Malawi et la Zambie.